# Erdbeben vor Algerien 2003

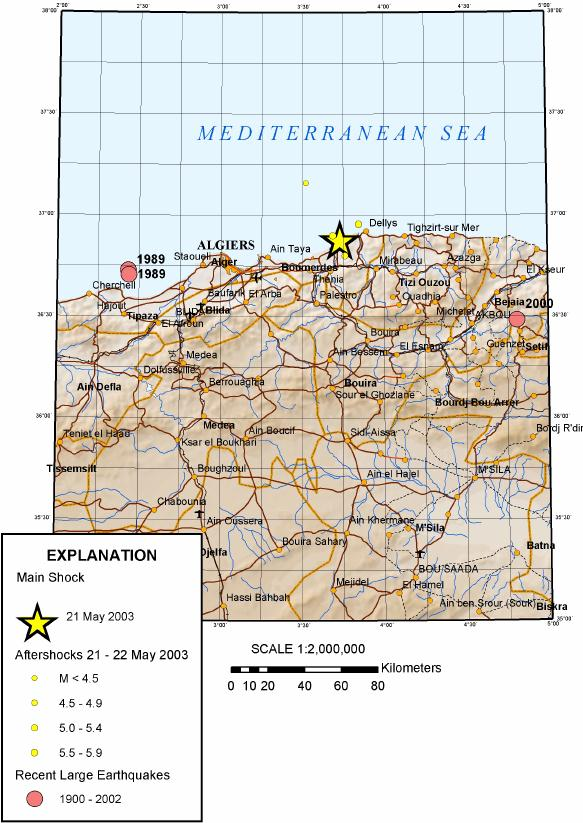
Epizentrum des Erdbebens

Das Erdbeben vor Algerien 2003, auch Boumerdès-Erdbeben, war ein Erdbeben im Mittelmeer am 21. Mai 2003 vor der Küste Algeriens, durch das 2266 Menschen starben. Es entstand ein Tsunami („Flutwelle“, wörtlich „Hafenwelle“), der die Balearen erreichte und dort Sachschäden verursachte.

## Verlauf und Ursache
Am 21. Mai 2003 kam es um 18:44 Uhr UTC (19:44 MEZ) im Meer etwa 20 km nordöstlich von Boumerdès, der Hauptstadt der Provinz Boumerdes, zu einem Erdbeben der Magnitude Mw 6,8. Die Tiefe des Hypozentrums wurde mit zwölf Kilometern ermittelt.
Der Erdbebenherd liegt in der Grenzregion von Europäischer und Afrikanischer Platte. Die Afrikanische Platte bewegt sich hier mit einer Geschwindigkeit von 6 mm pro Jahr nach Nordwesten gegen die Europäische Platte. Erdbeben sind häufig und werden von Bewegungen an Seitenverschiebungen und Überschiebungen verursacht. Die Herdflächenlösung ergab, dass das Erdbeben durch überschiebende Bewegungen verursacht wurde.

## Unmittelbare Schäden

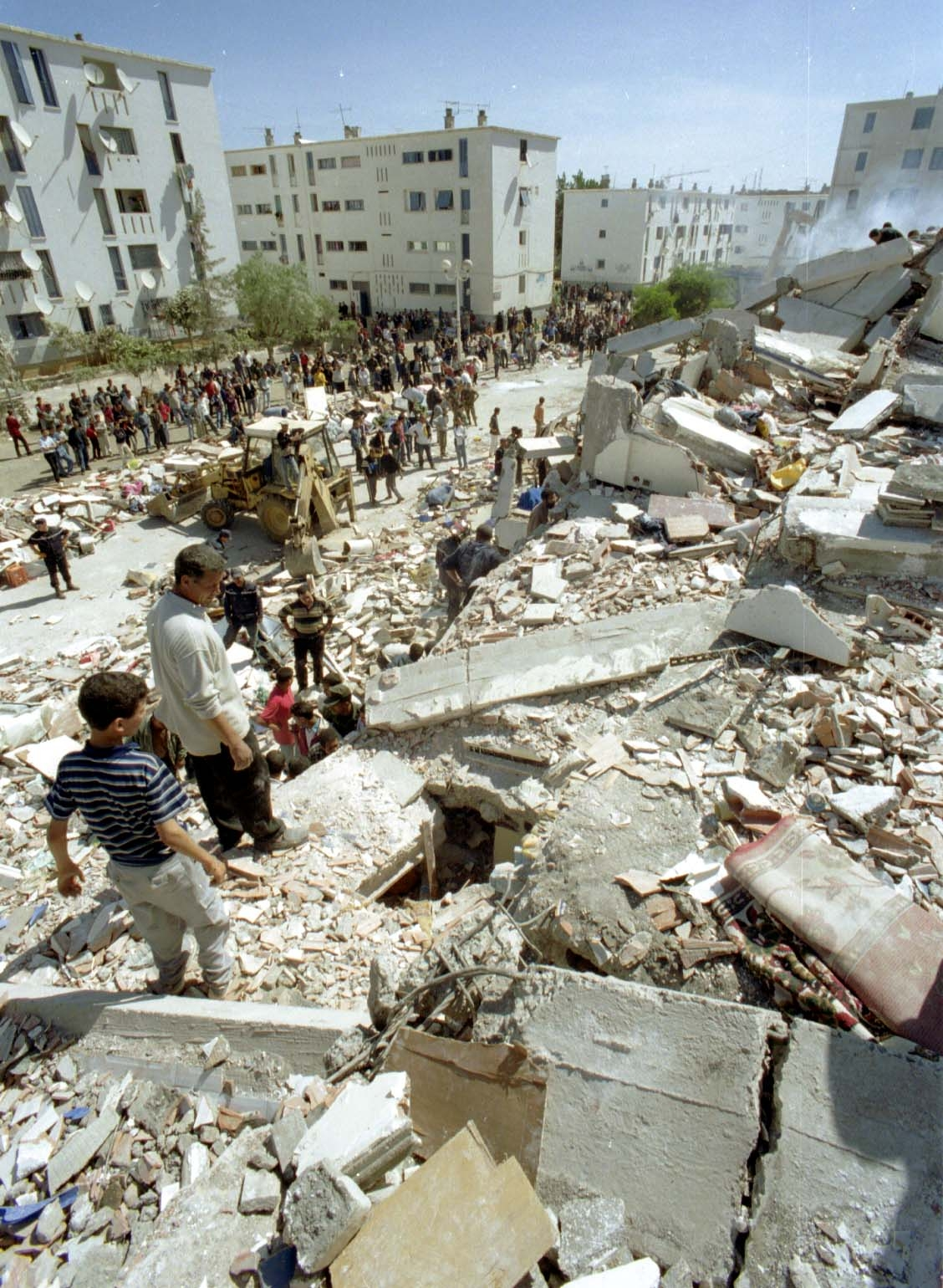
Schäden in der algerischen Stadt Boumerdes

Die seismischen Stöße ließen über 1000 Gebäude in den Küstenregionen des Landes einstürzen. Insgesamt wurden mehr als 40.000 Häuser beschädigt, etwa 150.000 Menschen wurden obdachlos. Das Erdbeben forderte 2266 Menschenleben, und mehr als 10.000 Menschen wurden verletzt. Die Infrastruktur der Region Algier-Boumerdès-Réghaïa-Thénia wurde schwer in Mitleidenschaft gezogen, und Unterseekabel vor der Küste wurde durch untermeerische Rutschungen unterbrochen. Der Schaden betrug etwa 100 Millionen US-Dollar, andere Schätzungen gehen von 600 Millionen bis 5 Milliarden Dollar aus.

## Tsunami

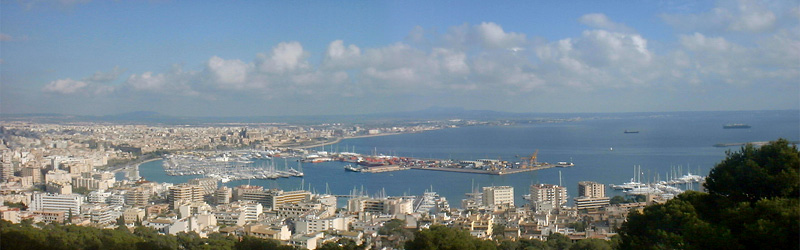
Hafen von Palma de Mallorca, welcher überspült wurde

Durch die Schockwellen wurde ein Tsunami ausgelöst, der mit 300 km/h durch das Mittelmeer zog. 54 Minuten später, um 20.45 Uhr, zog sich an den Küsten des Balearen-Archipels, der etwa 272 Kilometer vom Epizentrum entfernt liegt, das Wasser bis zu 150 Meter zurück. Kurz darauf rollten zwei aufeinanderfolgende, circa zwei Meter hohe Wellen heran und überschwemmten die Strände und einige Strandstraßen. Eine Tsunami-Welle wurde auch an der spanischen Küste von Alicante, Castellon und Murcia beobachtet.
Das Beben vor Algerien war nicht sehr stark, wodurch nicht allzu viel Energie auf den Tsunami übertragen werden konnte. So erreichte er nur eine geringe Höhe. Trotzdem wurden auf Mallorca (in Palma) und Ibiza (hier speziell in der Hafenstadt Santa Eulària) an die 200 Boote, einige Fischerhütten und dutzende Autos zerstört oder fortgespült. Menschen kamen nicht zu Schaden, da das Ozeanografische Institut von Palma de Mallorca vor dem Auftreffen der Welle die Meeresspiegelschwankung festgestellt und eine Warnung verbreitet hatte.

## Konsequenzen
Zwar war dies nicht der erste Tsunami im Mittelmeer (schon 1908 hatte das Erdbeben von Messina eine sehr viel verheerendere Flutwelle ausgelöst), doch nach dem Bekanntwerden des Vorfalls begann eine öffentliche Diskussion über Schutzmaßnahmen und Frühwarnsysteme für den Mittelmeerraum, der eine stark erdbebengefährdete Zone ist. 
Denn im Mittelmeer bleibt nur sehr wenig Zeit für eine Warnung und anschließende Evakuierung. Während die Tsunamis im Pazifik zum Teil über sieben Stunden brauchen, um quer durch den Ozean zu wandern, können sie im Mittelmeer schon innerhalb von 30 Minuten die gegenüberliegende Küste treffen.